# Rien que des mensonges
Rien que des mensonges (deutsch: „Nichts als Lügen“) ist ein französisch-schweizerisches Filmdrama mit Fanny Ardant und Alain Bashung aus dem Jahr 1991.

## Handlung
Die 40-jährige Muriel und ihr Ehemann Antoine gehören zur Pariser Oberschicht. Antoine ist ein vielbeschäftigter Verleger, der aus seinen zahlreichen Geliebten kein Geheimnis macht. Als der gemeinsame Sohn Basile alt genug ist, um auszuziehen, bleibt Muriel nur noch der Kaffeeklatsch mit ihren besten Freundinnen. Sie will sich jedoch nicht mit dieser Situation zufriedengeben, zumal sie sich innerlich noch immer wie eine 20-Jährige fühlt. Sie nimmt sich schließlich Adrien, den Partner einer Freundin, als Liebhaber und beginnt ihren Mann, ihren Sohn und ihre Freundinnen zu belügen.
Als sie sich mehr und mehr in ihre eigenen Lügen verstrickt, versucht sie den Bezug zur Realität zurückzugewinnen, indem sie einen Detektiv engagiert, der ihre Seitensprünge mit Fotos dokumentieren soll. Als sie ihren Ehemann mit den Beweisen ihrer Untreue als eine Art Geschenk konfrontiert, reagiert dieser alles andere als eifersüchtig. Er ist vielmehr froh, dass sie auf ihre Kosten kommt. Muriel ist enttäuscht, denn sie hatte eine andere Reaktion erwartet. Durch ihre neuen Erfahrungen lernt sie jedoch viel über sich selbst, über die Liebe und das Leben.

## Hintergrund
Rien que des mensonges war das Langfilmdebüt der Schweizerin Paule Muret, die neben der Regie auch für das Drehbuch verantwortlich war. Erst 2016 folgte mit dem Liebesdrama For This Is My Body ein weiterer Film unter Murets Regie. Fanny Ardant kam dabei in einer Nebenrolle zum Einsatz.
Die Dreharbeiten von Rien que des mensonges fanden von Mitte März bis Ende April 1991 in Garches und Paris statt. Am 11. Dezember 1991 kam der Film in Frankreich und in der französischsprachigen Schweiz in die Kinos. In Deutschland wurde er erstmals 1992 auf der Berlinale gezeigt, wo das Filmdrama unter dem deutschen Festivaltitel Nichts als Lügen am Wettbewerb um den Goldenen Bären teilnahm. Am 12. Juni 1992 wurde Rien que des mensonges in den Kinos der deutschsprachigen Schweiz veröffentlicht. Murets Debütfilm wurde zudem im August 1992 auf dem Locarno Film Festival gezeigt.

## Kritiken
„Der Film kommt im Gewand eines Frauenfilms daher, verbreitet jedoch ein Frauenbild, das sich heute selbst ein (männlicher) Regisseur nicht mehr leisten kann“, befand das Lexikon des internationalen Films.
Clarke Fountain vom All Movie Guide zufolge bestünde die „Hauptattraktion“ des Films darin, „die stets elegante Fanny Ardant als wohlhabende Frau in Aktion zu erleben, wie sie ihr Leben wieder in Ordnung bringen will“. Die Handlung sei zwar „dünn“, doch handle es sich dennoch um „das geachtete Debüt der Regisseurin Paule Muret“.

## Auszeichnungen
Auf der Berlinale 1992 lief Rien que des mensonges im Wettbewerb um den Goldenen Bären, mit dem schließlich Grand Canyon – Im Herzen der Stadt von Lawrence Kasdan als bester Film prämiert wurde.